# 龙虎乡 (恭城县)
龙虎乡，是中华人民共和国广西壮族自治区桂林市恭城瑶族自治县下辖的一个乡镇级行政单位。

## 行政区划
龙虎乡下辖以下地区：
龙虎村、狮子村、源头村和龙岭村。

## 名胜古迹
龙虎关：五岭山脉的都庞岭的一个孔道，是广西和湖南交界的一个隘口。